# Семенов Олександр Михайлович
Семенов Александр Михайлович (рос. Семенов Александр Михайлович, 18 лютий, 1922, Торжок — 23 червень 1984, Ленінград) — російський радянський живописець-пейзажист, один з яскравих представників Ленинградской школы живопису. Популярність здобув в як майстер міського пейзажу.

## Біографія
Дитячі роки його пройшли на берегах річки Тверци, серед заливних лугів і безкраїх просторів. Коли сім'я переїхала до Ленінграда, батько працював начальником палітурного цеху, а мати ткалею. З початку 1930-х жив і працював у Ленінграді. Закінчив художньо-педагогічне училище в 1940 році. У 1941 році добровольцем пішов на фронт, воював під Ленінградом.
З 1954 року брав участь у виставках. У 1957 був прийнятий в члени Ленінградського Спілки художників. У тому ж році в числі провідних ленінградських живописців Семенов брав участь у Всесоюзній Художньої виставці в Москві. Потім були поїздки в Ярославль, Ростов Великий, Псков, на батьківщину в Торжок, робота в Старій Ладозі, щорічний пленер в мальовничих місцях на Оредеж під Ленінградом. Написані там роботи складуть важливу частину творчої спадщини Семенова. Серед них «Ясний день в Старій Ладозі» (1964), «Дворик в Ростові Великому» (1965), «Полудень» (1971), " Стара Ладога. До весни ", «Торжок»(обидві 1972), " Вітряний день "(1976), " На березі Оредеж "(1977), " Стежка в Рождествено "(1979) та інші.
Перші успіхи і тяжіння до натурної живопису підказали Семенову напрямки подальших творчих пошуків, допомогли у виборі головної теми творчості, що відповідала його темпераменту і живописному хисту. Нею з кінця 1950-х років ставати міський пейзаж, а улюбленими сюжетами — вулиці, мости і набережні Ленінграда. Семенов втілив її в численних натурних етюдах і картинах, внісши помітний вклад в сучасну іконографію Ленінграда.
До середини 1960-х в цілому склався впізнаваний почерк Семенова, його улюблені теми та методи їх розробки. У міському пейзажі йому вдається передати настрій, свіжість і безпосередність першого враження. Роботи «Вид на Смольний собор» (1974), «Невський. Вечірні вогні» (1976), «Мала Садова» (1979) переростають сюжетні рамки і сприймаються як узагальнений, поетичний і незвичайно виразний образ сучасного Ленінграда, тонко з'єднавши в собі жанр міського пейзажу з пейзажем настрої. У них переконливо передано відчуття свого часу, характерного перебігу ленінградської життя.
Семенов любив Ленінград в дощову погоду і часто писав його таким з особливим настроєм, віртуозно передаючи гру відображень на мокрому асфальті, блискучі від дощу даху машин, зграйки пішоходів під парасольками. Ця тема розвивалася ним упродовж десятиліть і відображена в роботах «Дощовий день» (1958), «Дощовий день в Літньому саду» (1961), «На Двірцевій площі», «На Кіровському проспекті» (обидві 1965), «Невський проспект» (1977), «Невський проспект у дощ» (1983) та інших.
У 1970-і роки роботи Семенова були представлені на виставках радянського мистецтва в Японії, пізніше в 1990-і роки на аукціонах і виставках російського живопису у Франції, Італії, Англії, США, де його творчість набула своїх шанувальників. Перша персональна виставка творів Семенова відбулася в 1982 році в Ленінграді на прославленому металевому заводі, у якого склалися в той час міцні відносини з багатьма ленінградськими художниками.
Помер Олександр Михайлович Семенов 23 червня 1984 на шістдесят третьому році життя в селі Дайміще під Ленінградом, де багато працював в останні роки життя. У 1987 році в залах ЛОСХ відбулася виставка творів А. М. Семенова, показана потім в містах Ленінградської області. Твори художника знаходяться в художніх музеях Росії, в численних приватних збірках в Росії, США, Фінляндії, Франції, Японії та інших країнах.